# Объект 768
Объект 768 — советская опытная боевая машина пехоты. Разработана в конструкторском бюро Челябинского тракторного завода. Серийно не производилась.

## История создания
В начале 1970-х годов остро встал вопрос о модернизации и совершенствовании конструкции БМП-1. Прежде всего проблема стояла в низкой эффективности вооружения БМП-1. Орудие 2А28 «Гром» было малоэффективно как против живой силы противника, так и против танков. Совершенствование БМП-1 было задано на конкурсной основе под шифром «Бокс». В конкурсе принимали участие конструкторские бюро двух заводов: Челябинского тракторного завода и Курганского машиностроительного завода.
Результатом совершенствования конструкции БМП-1 стала машина с обозначением Объект 768. В 1972 году был изготовлен опытный образец, однако на вооружением машина принята не была.

## Описание конструкции

### Броневой корпус и башня
Броневой корпус сварен из стальных броневых катанных листов в передней части корпуса размещено моторно-трансмиссионное отделение, а в корме расположено отделение для бойцов. В центральной части корпуса установлена вращающаяся одноместная башня с комплексом вооружения.
Так как новое вооружение не входило в старую башню БМП-1, конструкция башни была изменена. Был увеличен её общий диаметр, поэтому масса машины увеличилась, а вместимость десантного отделения уменьшилась. В целях повышения вместимости машины длина корпуса была увеличена на 835 мм по сравнению с БМП-1. Передняя часть корпуса, в отличие от базовой машины, сваривалась из двух частей.

### Ходовая часть
Из-за изменений конструкции башни и боевого отделения изменилась конструкция ходовой части. Для повышения запаса плавучести, а также в связи с увеличением длины корпуса машины, в ходовую часть был добавлен дополнительный седьмой опорный каток с каждого борта машины. Изменилось расположение гидроамортизаторов. С шестого катка амортизаторы были перенесены на седьмой, а также были установлены дополнительные амортизаторы на вторые катки машины.

### Вооружение
В качестве основного вооружения использовалось орудие 2А41 «Зарница», представлявшее собой улучшенное орудие 2А28 «Гром» с удлинённым стволом и увеличенной дальностью стрельбы. Орудие имело двухплоскостной стабилизатор. Возимый боекомплект составлял 40 выстрелов.
Дополнительно с орудием был спарен 12,7-мм зенитный пулемёт НСВТ «Утёс». Возимый боекомплект составлял 500 патронов.
Также на крыше башни была установлена пусковая установка с ПТУР 9М113 «Конкурс». В боекомплекте имелось 4 ракеты.
В одном из прорабатываемых вариантов было предложено установить 7,62-мм пулемёт ПКТ в специальную вращающуюся башенку командира, однако на изготовленном образце данное предложение реализовано не было.

## Машины на базе
Объект 769 — советская опытная боевая машина пехоты. Разработана в конструкторском бюро Челябинского тракторного завода.